# Tesmar
Tesmar – zachodniopomorski herb szlachecki.

## Opis herbu
Opis z wykorzystaniem zasad blazonowania, zaproponowanych przez Alfreda Znamierowskiego:
Sama tarcza, dzielona w słup, pole prawe puste, pole lewe karowane.

## Najwcześniejsze wzmianki
Herb znany z pieczęci z 1365 roku.

## Rodzina Tesmar
Istniały na Pomorzu trzy rodziny tego nazwiska, mającego pochodzić od słowiańskiego imienia Cieszymir. Jedna wywodziła się z Meklemburgii i pisała się Tesmar, druga pochodziła z kołobrzeskich patrycjuszy, trzecia była rodziną kaszubską i pisała się Tesmer. Omawiany tu herb należał do rodziny wywodzącej się z Meklemburgii, z okręgu Parchim, osiadłej w XIV wieku na Pomorzu Przednim w okręgu Franzburg we wsiach Arpshagen (1345), Pantelitz, Gottkow, wygasłej w XV wieku. Kaszubscy i kołobrzescy Tesmerowie nie mają z nimi nic wspólnego.

## Herbowni
Tesmar.